# Hồ chứa nước Bạc Phù Lâm
Hồ chứa Bạc Phù Lâm (tiếng Trung: 薄扶林水塘; Hán-Việt: Bạc Phù Lâm thủy đường; tiếng Anh: Pok Fu Lam Reservoir, trước đây gọi là Pokovfulun Reservoir) là hồ chứa nước đầu tiên ở Hồng Kông. Tọa lạc tại một thung lũng trong Công viên giao dã Bạc Phù Lâm, công trình được chia thành hai hồ chứa nhỏ hơn với dung tích thiết kế 260.000 m³ (khoảng 68 triệu gallon). Hiện nay, hồ chứa vẫn đang đóng góp nguồn cung cấp nước của Hồng Kông.

## Lịch sử
Trước khi hồ chứa nước hoàn thành năm 1863, người dân Hồng Kông phải lấy nước sinh hoạt từ những khe suối trên núi gần đó hoặc phải tự đào các giếng khoan. Tuy nhiên, sự phát triển đô thị cũng như sự tăng trưởng nhanh chóng của dân số kể từ năm 1841, các phương pháp cấp nước nguyên thủy này dần trở nên không hợp thời, trong khi nước giếng thì dễ bị ô nhiễm, từ đó gây ra bệnh kiết lỵ. Khai thác tài nguyên nước trở thành một vấn đề cấp bách đối với chính quyền Hồng Kông vào thời điểm đó.
Hồng Kông thiếu nguồn nước tự nhiên và đất đai có sẵn để phát triển. Do đó, chính phủ đã đưa ra phần thưởng 1.000 bảng Anh vào ngày 14 tháng 10 năm 1859 cho bất kỳ ai cung cấp giải pháp cho vấn đề về nước và lên kế hoạch phân bổ 25.000 bảng từ ngân sách làm kinh phí cho dự án.
Vào ngày 29 tháng 2 năm 1860, S.B. Rawling, một nhân viên của Bộ Kỹ sư Hoàng gia Anh vào thời điểm đó, đã kiến nghị tận dụng địa hình thung lũng Bạc Phù Lâm để xây một con đập thu thập nước mưa. Đề xuất ban đầu bao gồm một hồ chứa có dung tích 30 triệu gallon, ống dẫn đường kính 10 inch (0,25 m) từ hồ chứa nước qua đường Robinson đến đường Bonham, dài 17.400 foot (5,3 km), hai bể chứa và hệ thống phân phối nước kết nối chúng. Đồng thời cho thiết lập 30 điểm cấp nước và 125 vòi chữa cháy, chi phí ước tính là 23.417 bảng.
Chính phủ chấp thuận đề xuất này, đến ngày 10 tháng 7 năm 1860 thì chính thức thông qua một đạo luật. Trong đó, họ phụ trách việc cung cấp nước uống cho công chúng. Tuy nhiên, để tiết kiệm, chính quyền đã nhiều lần cắt giảm chi phí xây dựng, dẫn đến việc dung tích của hồ chứa bị giảm mạnh từ 30 triệu gallon theo dự kiến ban đầu xuống còn 2 triệu gallon.
Hồ chứa nước Bạc Phù Lâm cuối cùng cũng được hoàn thành vào năm 1863 và trở thành hồ chứa đầu tiên ở Hồng Kông. Mặc dù hồ chứa đã hoàn thành nhưng dung tích của nó quá nhỏ để giải quyết vấn đề nước uống. Bởi vì theo ước tính vào thời điểm đó, lượng nước tiêu thụ hàng ngày ở Hồng Kông là 500.000 gallon. Do đó, sau khi hoàn thành, kế hoạch nâng đập và mở rộng sẽ được tiến hành ngay lập tức. Kỹ sư Wilson đã đề xuất xây dựng một hồ chứa nước thứ hai ở thượng nguồn của vị trí ban đầu để tăng lưu trữ nước. Chính phủ đã thông qua đề xuất này và dự án mở rộng công trình thủy lợi được hoàn thành vào năm 1877 và khả năng trữ nước tăng lên 68 triệu gallon. Diện tích lưu vực mở rộng tới 416 mẫu Anh, trong khi lượng nước hồ cung cấp có thể đạt 2 triệu gallon mỗi ngày. Dự án mở rộng từ năm 1866 đến 1871 có chi phí 220.000 đô la Hồng Kông.
Mặc dù hồ chứa đã được mở rộng, nhưng nó vẫn chưa giải quyết được hoàn toàn vấn đề về nhu cầu nước ngọt của thuộc địa. Chính phủ, vì vậy, đã xây dựng thêm một hồ chứa thứ hai – Hồ chứa nước Đại Đàm.

## Di tích lịch sử
Sáu công trình kiến trúc cổ hồ chứa Bạc Phù Lâm đã được Văn phòng Cổ vật và Di tích công nhận là di tích pháp định vào ngày 18 tháng 9 năm 2009. Chúng bao gồm 4 cây cầu đá, một trạm đo nước và nhà bảo vệ cũ, hiện là Trung tâm quản lý Bạc Phù Lâm. Ngoài ra, vào ngày 22 tháng 5 năm 2020, thêm một cây cầu đá được xếp loại là di tích theo luật định.
| Tên gọi                             | Phân loại | Năm xây dựng | Ghi chú |
| ----------------------------------- | --------- | ------------ | --- |
| Nhà bảo vệ cũ                       | Pháp định | 1860–1863    | Căn nhà được xây theo phong cách kiến trúc tân cổ điển với mái ngói Trung Quốc, hiện là Trung tâm quản lý Bạc Phù Lâm.                                                                   |
| Trạm đo nước                        | Pháp định | 1863         | Được sử dụng để theo dõi lưu lượng và độ sâu. Nó được lát bằng các lớp đá granit và có thêm một đường hầm dẫn nước theo phong cách kiến trúc Phục hưng Ý.                                |
| Các cây cầu đá                      | Pháp định | 1863–1871    | Nằm ở phía đông của hồ chứa, nó được làm bằng đá granit và được trang trí với các vòm hình bán nguyệt hoặc vòm phẳng, phản ánh ảnh hưởng của phong cách Phục hưng Ý.                     |
| Cống hộp                            | Cấp II    | 1863         | |
| Kè đất của hồ chứa                  | Cấp II    | 1863         | Được xây dựng bằng đất sét, sỏi và cát. |
| Đập đá của hồ chứa                  | Cấp II    | 1863         | Đây là phần tồn tại lâu đời nhất của hồ chứa nước Bạc Phù Lâm, nhưng chỉ một phần của đập đá hiện đang được bảo tồn và nó đã mất chức năng ban đầu sau khi mở rộng hồ chứa vào năm 1877. |
| Cửa thông gió tại Service Reservoir | Cấp II    | 1863         | |
| Bể lọc                              | Cấp II    | 1863         | Tọa lạc ở phía sau con đập. |

## Môi trường và sinh thái
Chính phủ đã trồng rừng tại khu vực xung quanh hồ chứa và công viên giao dã Bạc Phù Lâm từ thập niên 1970. Với nhiều bóng rợp từ cây xanh, hiện tại, nơi đây đã trở thành một trong những vùng có độ che phủ rừng tốt nhất ở Hồng Kông. Các giống cây được trồng chủ yếu là các loài cây bản địa như Gordonia axillaris và Machilus chekiangensis. Ngoài ra, khu vực còn có những loài được đưa từ nơi khác về như Pinus elliottii, keo tương tư, Lophostemon confertus, thủy nam, Schima superba, Castanopsis fissa, bứa, Microcos neroosa và gừa.
Rừng hỗn hợp trưởng thành cùng với những khe suối trong rừng là môi trường sống lý tưởng cho động vật lưỡng cư. Có ít nhất bảy loài lưỡng cư được ghi nhận: bao gồm cóc nhà, cóc sừng chân ngắn, ếch thác nước Hồng Kông, ếch gai nhỏ, Rana guentheri, ếch xanh lớn và Polypedates megacephalus. Không những vậy, nơi đây còn có các loài bò sát bao gồm thằn lằn cây, tắc kè hoa, hay những loài du nhập như rồng đất và rùa tai đỏ.
Thủy đường và hà lưu tạo nên vùng đất ngập nước, tức môi trường sống cho các loài chim lội và chim rừng. Trong công viên ta có thể bắt gặp các loại chim sẻ, bông lau Trung Quốc, chào mào, Passer montanus, giẻ cùi, chích chòe than, bạc má lớn, bồng chanh, họa mi, tu hú, bìm bịp lớn, khướu ngực đen, hoét lam, sáo mỏ ngà, vành khuyên Nhật Bản, cà cưỡng, khướu bạc má, cu gáy, v.v. Ít phổ biến hơn là cò trắng, vạc, cò xanh, mỏ to đầu đen và chìa vôi xám.
Ngoài ra còn có nhiều động vật có vú trong khu vực, chẳng hạn như sóc bụng đỏ, nhím, chồn bạc má bắc, chuột hươu bé, cầy vòi mốc cầy hương, mèo báo, mang Ấn Độ, lợn rừng, v.v.

## Hình ảnh

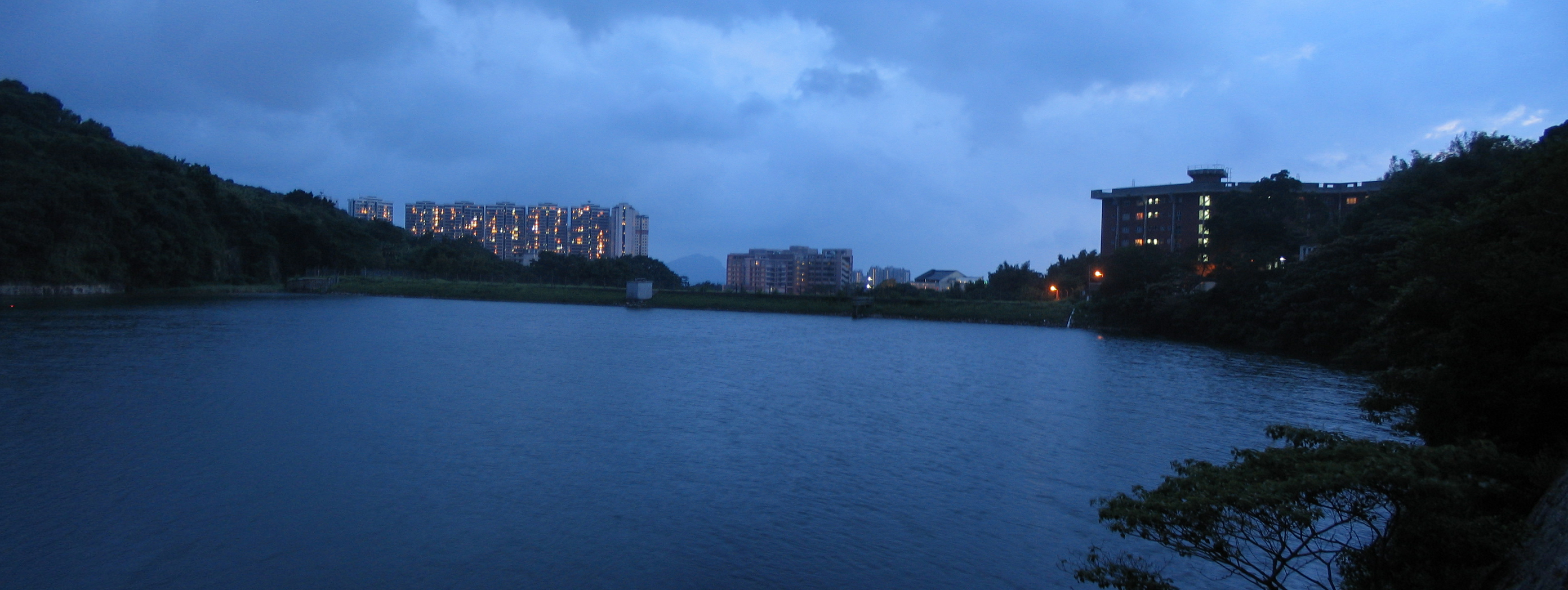
Hồ chứa nước Bạc Phù Lâm vào buổi tối
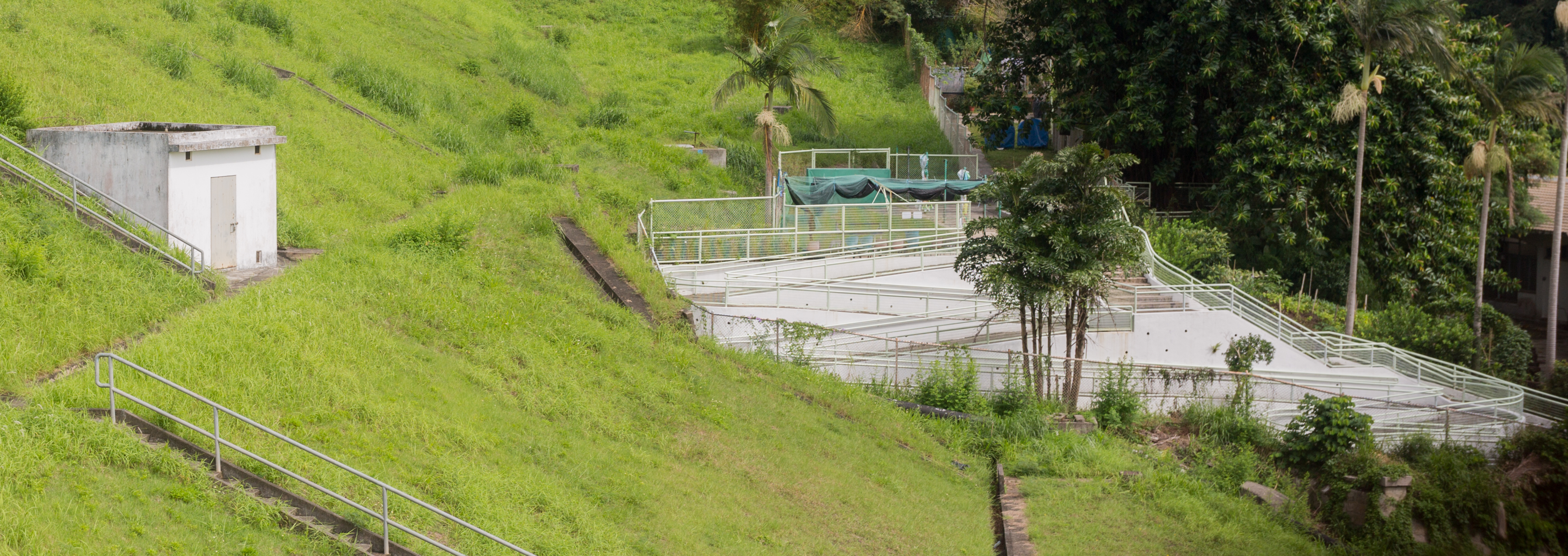
Trạm đo nước của hồ chứa nước (trên cùng)
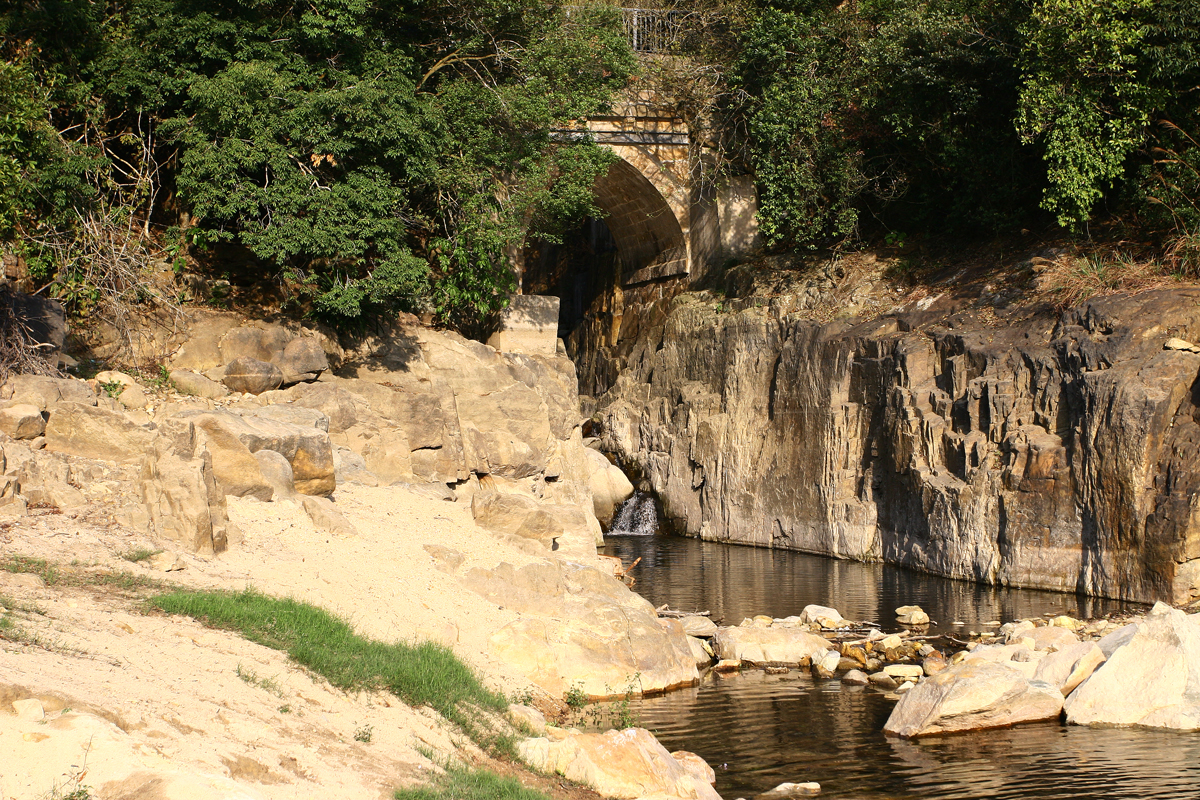
Một cây cầu đá
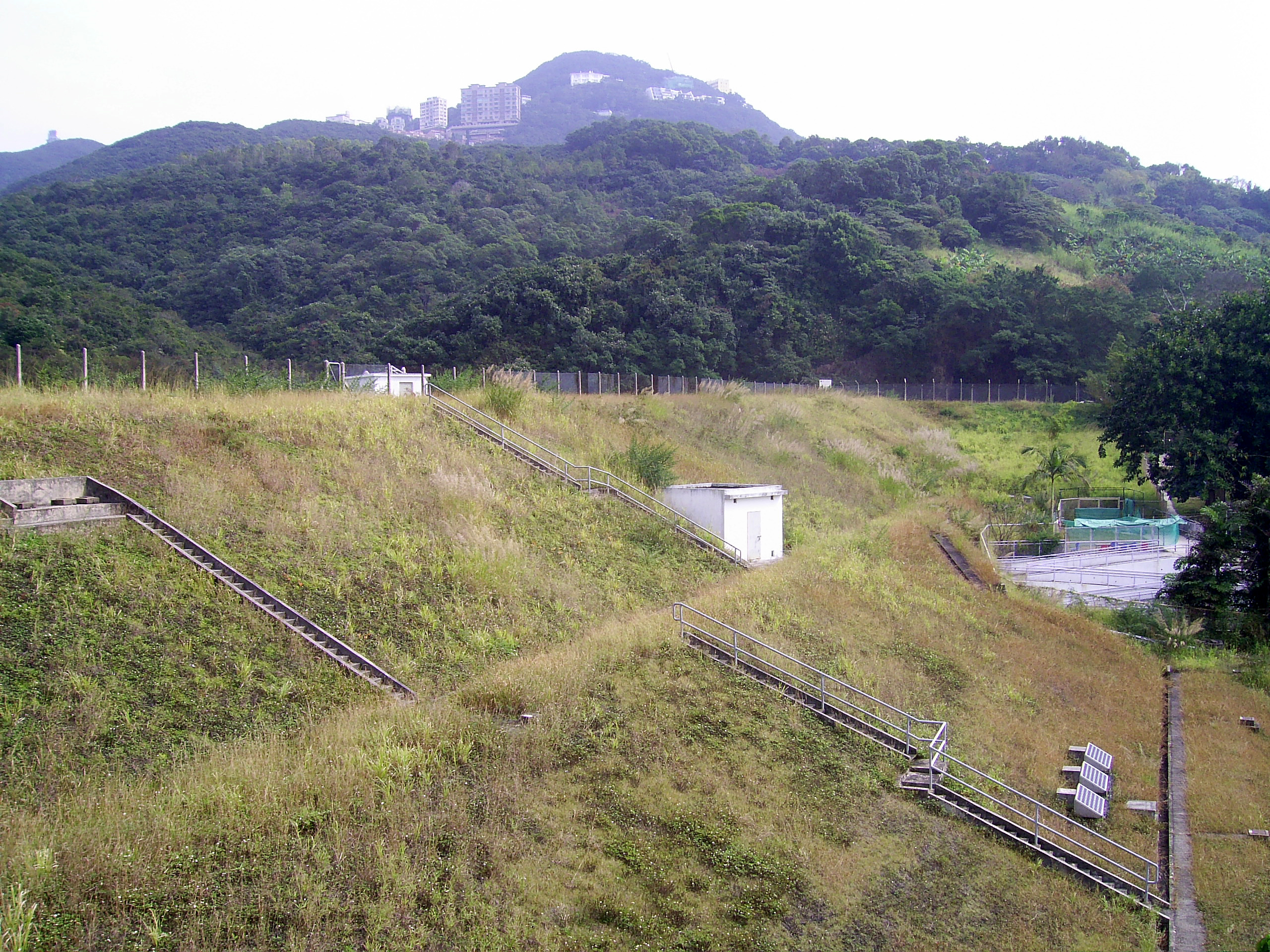
Đập chính của hồ chứa